# Васильев, Николай Петрович
Николай Петрович Васильев (1852, Санкт-Петербург — 1891, Санкт-Петербург) — русский врач-инфекционист, организатор медицины.

## Биография
Родился 9 (21) февраля 1852 года в Санкт-Петербурге в семье фармацевта.
Учился в 3-й Санкт-Петербургской гимназии. В 1869 году поступил в Медико-хирургическую академию. Во время обучения начал научные публикации под руководством М. М. Руднева. Окончил академию в 1874 году с отличием и золотой медалью и был оставлен при академии. Начал ординатуру на кафедре акушерства и гинекологии, но вскоре перешёл в клинику С. П. Боткина. Под руководством Боткина опубликовал работы о бешенстве, о подвижности печени и селезёнки и др.
В 1876 году начал работу над диссертацией «Материалы к вопросу о трофическом влиянии блуждающего нерва на сердце», которая была прервана русско-турецкой войной 1877—1878 годов. Во время войны работал фельдшером во временных военных госпиталях № 55 (с 20 апреля) 1877 года и № 50 (с 13 октября 1877 года) в Кременчуге, Свиштове и других местах. Переболел сыпным тифом и «сильной болотной лихорадкой».
По окончании войны продолжил работу над диссертацией, защитил её, и 12 января 1880 года получил степень доктора медицины. 20 июня 1880 года отбыл в заграничную научную командировку, где закончил клиническое образование; под руководством Ф. Реклингхаузена, Ф. Гоппе-Зейлера и других специалистов опубликовал научные работы о септицемии, влиянии каломели на брожение и другое.
Из командировки вернулся 24 июня 1882 года. Был приглашён с июля 1882 года на должность старшего ординатора в только что открытую Петербургскую городскую барачную больницу. Занимался врачебной, научной и педагогической работой — читал лекции по клинике внутренних болезней студентам Военно-медицинской академии и военным врачам. Способствовал развитию лаборатории при больнице, в особенности её бактериологического отделения.
Одновременно с работой в больнице, со 2 апреля 1883 года — приват-доцент клиники внутренних болезней Военно-медицинской академии. С 1885 года — редактор «Еженедельной клинической газеты» (позже «Больничная газета С. П. Боткина»). Был членом городской комиссии общественного здравия, затем больничной комиссии, занимался вопросами дезинфекции вещей, строительства больничных зданий, оздоровления города.
С 6 июля 1889 года — главный врач Александровской больницы для рабочего населения в память 19 февраля 1861 г., где работал до конца жизни; 19 декабря 1890 года был произведён в чин коллежского советника.
Умер внезапно в возрасте 38 лет в 10-м часу утра 12 (24) марта 1891 года в Александровской больнице от разрыва аневризмы аорты. Прощальная панихида состоялась 13 марта в церкви при больнице. Похоронен 14 марта на кладбище Новодевичьего монастыря поблизости от могилы С. П. Боткина.

## Научное наследие
Автор 24 научных публикаций, научный руководитель 10 публикаций.
В 1883 году первым обнаружил возбудителя сапа в крови и слизисто-гнойных выделениях из носа больного острым сапом человека. В 1886 году экспериментально доказал возможность направленной изменчивости бактерий сапа. В 1888 году независимо от А. Вейля описал клинику и патологическую анатомию иктеро-геморрагического лептоспироза, получившего название болезнь Васильева — Вейля.
Много лет редактировал «Еженедельную клиническую газету» и «Труды Петербургского общества русских врачей».

## Семья
Мать (ок. 1807 — ?) и сестра жили вместе с Николаем Петровичем до его смерти.
Жена — Мария Петровна Васильева, урождённая Рубец-Масальская, в 1901 году начальница Петровской женской гимназии. Шестеро детей:
- Всеволод Николаевич Васильев (22 августа [3 сентября] 1883[2] — 1944), инженер-гидролог и антропософ[12][11].
- Пётр Николаевич Васильев (17 [29] января 1885[2] — 1976), врач и антропософ[11].
- Николай Николаевич Васильев (27 июня [9 июля] 1886[2] — 1915), офицер 5-го Сибирского стрелкового полка, погиб в ходе Первой мировой войны[13].
- Татьяна Николаевна Васильева (26 сентября [8 октября] 1887[2] — ?).
- Мария Николаевна Васильева (7 [19] марта 1889[2] — 1925), в замужестве Менжинская, вторая жена В. Р. Менжинского[14][15].
- Сергей Николаевич Васильев (29 июля [10 августа] 1890[2] — 1960), русский морской офицер, участник Первой мировой и Гражданской (в армии Врангеля) войн. Эмигрировал во Францию, участник Второй мировой войны во французском флоте[16], его сын Александр[фр.] (1918—2008), адмирал французского флота.

## Награды
- Орден Святого Владимира 4-й степени с мечами (27 ноября 1878 года) «за исключительную службу и усердие в войне против Турции в 1877—1878 годах».
- Высочайшее благоволение (28 сентября 1880 года) «за исключительное усердие и работу по борьбе с брюшным тифом в войсках действующей армии».
- Орден Святого Станислава с мечами 3-й[Комм. 2] и 2-й степени (25 июня 1890 года, «за исключительную и усердную службу»)[2].

### Комментарии
1. ↑  В служебной ведомости больница названа «Александровской» и указана должность главного врача, но это резко противоречит вторичным источникам. Вероятно, ошибка в документе.
2. ↑  Дата и основание награждения в служебной ведомости не упомянуты.

### Отсылки к источникам
1. 1 2 3  Бунин, 1977.
2. 1 2 3 4 5 6 7 8 9 10 11 12 13 14 15 16 17  Служебная ведомость.
3. 1 2 3  Нувахов, Крылов-Толстикович, 2008, с. 134.
4. 1 2 3 4 5 6  Некролог, 1891, с. 2.
5. 1 2 3 4 5  Некролог, 1891, с. 3.
6. ↑  Нувахов, Крылов-Толстикович, 2008, с. 135.
7. 1 2  Некролог, 1891, с. 4.
8. ↑  Некролог, 1891, с. 1—2, 7.
9. ↑  Некролог, 1891, с. 10.
10. 1 2  Некролог, 1891, с. 9.
11. 1 2 3  Соболева, 2010, с. 332, 339.
12. ↑  Купченко, 1996, с. 226.
13. ↑  Botkine Tatiana. Au temps des tsars (фр.) / écrits, documents et propos recueillis par Catherine Melnik. — Paris: B. Grasset, 1980. — P. 250—253. — ISBN 978-2-246-00934-4.
14. ↑  Петров, 2018, с. 432.
15. ↑  Спивак М. Л. Андрей Белый - мистик и советский писатель. — М.: РГГУ, 2006. — С. 116, 378, 528. — ISBN 5-7281-0758-3.
16. ↑  Wassilieff, 2020, pp. 24—25.